# Valverde de la Vera
Valverde de la Vera là một đô thị trong tỉnh Cáceres, Extremadura, Tây Ban Nha. Theo điều tra dân số 2005 (INE), đô thị này có dân số là 618 người.

## Dân số
| Dân số từ năm 1981 đến năm 2005 | Dân số từ năm 1981 đến năm 2005 | Dân số từ năm 1981 đến năm 2005 | Dân số từ năm 1981 đến năm 2005 | Dân số từ năm 1981 đến năm 2005 |
| ------------------------------- | ------------------------------- | ------------------------------- | ------------------------------- | ------------------------------- |
| 1981                            | 1991                            | 1996                            | 2001                            | 2005                            |
| 789                             | 655                             | 594                             | 570                             | 618                             |

Fuente: Ayuntamiento de Valverde de la Vera (Cáceres)
40°07′B 5°29′T / 40,117°B 5,483°T